# Tectaria dressleri
Tectaria dressleri är en ormbunkeart som beskrevs av A. Rojas. Tectaria dressleri ingår i släktet Tectaria och familjen Tectariaceae. Inga underarter finns listade.